# Anton Lorch
Anton Friedrich Lorch (* 6. Juni 1910 in Sigmaringen; † 22. Oktober 1984 in Neckarsulm) war ein deutscher Offizier der Wehrmacht und zuletzt Brigadegeneral des Heeres der Bundeswehr.

## Leben
Lorch, Sohn eines Hausinspektors, diente als Offizier im Zweiten Weltkrieg und war u. a. im Gebirgsjäger-Regiment 138 der 3. Gebirgs-Division in unterschiedlichen Verwendungen, ab Oktober 1943 bis Kriegsende als Oberst und Kommandeur des Gebirgsjäger-Regiments 144 ebenfalls in der 3. Gebirgs-Division. Zum 4. Juni 1944 wurde ihm das Ritterkreuz des Eisernen Kreuzes verliehen, am 5. November 1942 das Deutsche Kreuz in Gold.
Von Mai 1945 bis November 1949 war Lorch in sowjetischer Kriegsgefangenschaft. Danach war er bis Oktober 1956 Geschäftsführer der Heimkehrerverbandes Arbeitskreis der Heimkehrer und Kriegsgefangenen-Angehörigen der Lager Borowitschi/UdSSR.
Am 5. November 1956 wurde Lorch als Oberst in die Bundeswehr übernommen und führte als Kommandeur von Anfang 1957 bis 1961 die Gebirgsjägerbrigade 23, für deren Aufstellung er verantwortlich war. Ab Juli 1961 war er stellvertretender Kommandeur der 1. Gebirgsdivision in Garmisch-Partenkirchen und ab Dezember 1964 als Brigadegeneral Kommandeur der Infanterieschule in Hammelburg. Sein Nachfolger war ab Oktober 1966 Karl-Reinhard von Schultzendorff. Lorch wurde mit Ablauf des September 1966 in den Ruhestand versetzt.
Lorch war ledig.

## Auszeichnungen
- Deutsches Kreuz in Gold (1942)
- Verwundetenabzeichen (1942)
- Ritterkreuz des Eisernen Kreuzes (1944)
- Ehrenblattspange des Heeres (1945)
- Verdienstkreuz am Bande des Verdienstordens der Bundesrepublik Deutschland (1956)
- Großes Verdienstkreuz des |Verdienstordens der Bundesrepublik Deutschland (1966)